# La Tentation de saint Antoine (atelier ou suiveur de Bosch, Madrid)
Pour les articles homonymes, voir La Tentation de saint Antoine.
Ne doit pas être confondu avec La Tentation de saint Antoine (Bosch, Madrid).
La Tentation de saint Antoine est un tableau du XVIe siècle conservé au musée du Prado à Madrid et attribué à un suiveur ou à l'atelier de Jérôme Bosch.

## Description
Peint à l'huile sur un panneau de chêne, le tableau mesure 70 cm de haut sur 115 de large.
Au premier plan, saint Antoine, décentré vers la gauche, est représenté à mi-corps. Le saint, reconnaissable au Tau de sa capuche, est en train de prier, les mains jointes sur un rocher moussu ou sur une petite colline.
Il semble insensible aussi bien à l'incendie et à l'attaque d'un monastère par des démons volants (à l'arrière-plan, à gauche) qu'aux tentations figurées par un fruit placé devant lui et, surtout, par une femme nue et par un pichet de vin posé sur une table, visibles à la porte d'une étrange maison (à droite). Cette bâtisse, surmontée d'une gigantesque tête de vieille femme coiffée d'un pigeonnier, présente des plusieurs détails, tels que l'enseigne au cygne, la femme regardant par la fenêtre ou le tonneau posé devant la porte, qui rappellent la maison visible à l'arrière-plan du Vagabond de Rotterdam, identifiable à un bordel. Un homme est en train de déféquer près du mur du bâtiment, ce qui évoque l'homme soulageant sa vessie à l'angle de la maison représentée sur le tableau de Rotterdam.
Au second plan, à droite, on voit une étendue d'eau aux limites floues, dans laquelle un homme semble en train de nager ou de se noyer, tandis qu'une petite embarcation à voile avec une femme à son bord est accostée à la berge la plus proche.
Dans les airs, un moine chevauchant un poisson ailé rappelle des motifs similaires peints en haut des volets intérieurs du triptyque de la Tentation de saint Antoine de Lisbonne.

## Variantes
Il existe deux autres versions de cette composition. L'une appartient au Rijksmuseum d'Amsterdam et l'autre à l'Escurial. Le tableau d'Amsterdam (nl), de qualité inférieure à celui de Prado, comporte une signature Jheronimus bosch contredite par l'analyse dendrochronologique du panneau, celui-ci ayant été taillé dans un arbre abattu entre 1543 et 1554, donc au moins vingt-sept ans après la mort de l'artiste. Dans la copie de l'Escurial, le bordel a été remplacé par un crucifix.

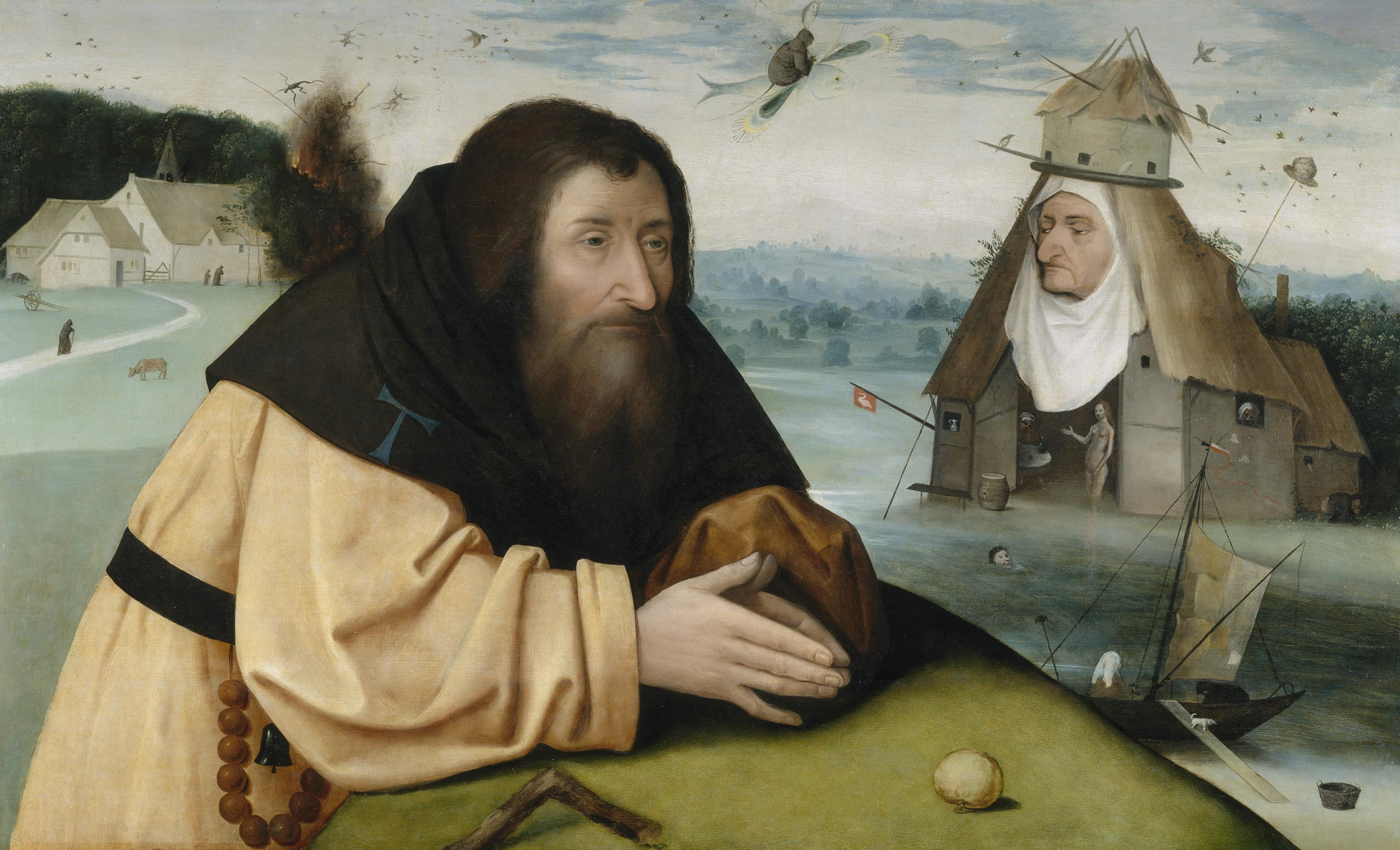
Version du Prado
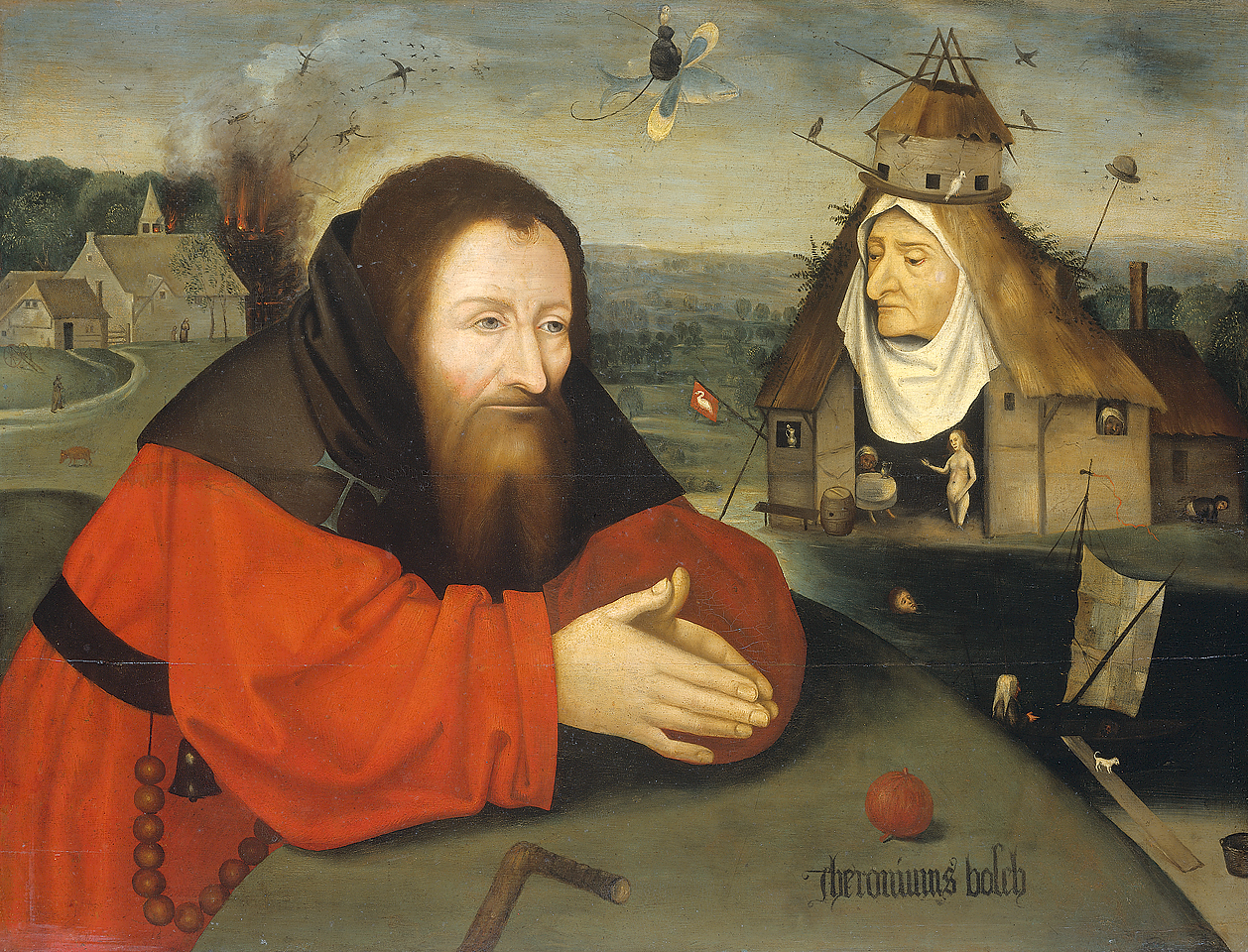
Version d'Amsterdam (nl)
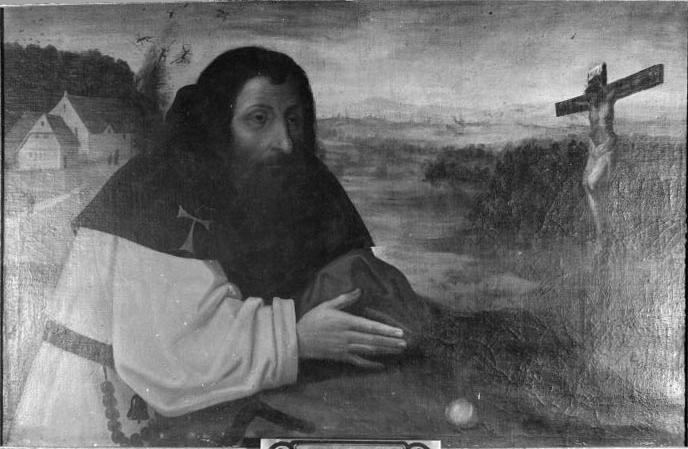
Version de l'Escurial (photographie en noir et blanc)

## Historique
Au début du XIXe siècle, le tableau appartient à un couvent ou à une église espagnole. Saisi lors du désamortissement Mendizábal vers 1836, il fait partie des œuvres exposées au Musée de la Trinidad (es) à partir de 1838 puis versées aux collections du Prado en 1872. Dix ans plus tard, il est prêté à la basilique de Saint-François-le-Grand. En 1930, il est accroché au Ministère des Affaires étrangères. Il rejoint finalement le Prado en 1948.

## Datation et attribution
L'analyse dendrochronologique du panneau fixe le terminus post quem de sa réalisation à l'année 1486. Le tableau a vraisemblablement été peint vers 1510-1515, donc du vivant de Bosch. Cependant, la composition et l'exécution technique diffèrent sensiblement des œuvres connues du maître de Bois-le-Duc.
Les spécialistes y ont donc vu soit la copie d'un original perdu (avis de Gustav Glück et de Jacques Combe à propos de la version d'Amsterdam), soit un pastiche réalisé par un suiveur tardif (Jan Victor Lucien Brans puis Carmen Garrido, Roger van Schoute et Monique Verboomen). Pilar Silva Maroto, commissaire de l'exposition du Prado en 2016, note quant à elle de légers repentirs qui ne plaident pas en faveur de la première hypothèse. Cependant, elle estime que rien n'exclut une production « par un artiste employé à l'atelier de Bosch ou par l'un de ses assistants, utilisant des modèles du maître ».